# Жан Батист Перен
Жан Батист Перен (на френски: Jean Baptiste Perrin) е френски физик, носител на Нобелова награда за физика за 1926 година.

## Биография
Роден е на 30 септември 1870 година в Лил, Франция. Завършва Екол нормал.
Започва да изследва катодните лъчи и открива, че имат отрицателен електрически заряд. През 1926 година получава Нобелова награда „за работата му върху дискретния строеж на веществото и специално за откритото от него равновесие на утаяване“. Изчислява числото на Авогадро по няколко различни начина.
Перен е професор в Сорбоната, президент на Френската академия на науките и член на Британското кралско дружество.
По време на Втората световна война, след немската окупация на Франция, Перен имигрира в САЩ в 1940, където умира на 17 април 1942 година. След войната, през 1948 г., останките му са пренесени във Франция с военния кораб Жана Д'Арк и погребани в Пантеона.